# تشارلز هاربر ويب
تشارلز هاربر ويب (بالإنجليزية: Charles Harper Webb)‏ هو شاعر أمريكي، (ولد في فيلادلفيا في الولايات المتحدة القرن 20  م).